# Макларен, Энн
Энн Макларен (Anne McLaren; 26 апреля 1927 г., Лондон — 7 июля 2007 г., близ Лондона) — британский генетик, специалист по репродуктивной биологии и биологии развития. Член Лондонского королевского общества (1975) и его вице-президент в 1992—1996 годах, первая женщина в его правлении, член Академии медицинских наук Великобритании (1998). Отмечена премией Японии (2002) и March of Dimes Prize in Developmental Biology (2007).

## Биография
Дочь Henry McLaren, 2nd Baron Aberconway.
Окончила оксфордский колледж Леди-Маргарет-Холл, где изучала зоологию. В 1952 году в Оксфорде получила степень доктора философии, с диссертацией по вирусам, и в том же году вышла замуж (они разведутся в 1959 году). С того же 1952 по 1955 год вместе с супругом работала в Университетском колледже Лондона, а с 1955 по 1959 год — в Royal Veterinary College, сотрудничали там с Питером Медаваром. C 1959 по 1974 год в Эдинбургском университете, с 1974 по 1992 год вновь в Университетском колледже Лондона. После выхода на пенсию, с 1992 года и до конца жизни являлась главным исследователем Wellcome Trust. Член научного общества Royal College of Obstetricians and Gynaecologists (1986), а также кембриджского Кингс-колледжа с 1992 по 1996 год. В 1993—1994 гг. президент British Science Association. В 2004 году сооснователь Frozen Ark. Со своим бывшим супругом погибла в автомобильной катастрофе по дороге из Кембриджа в Лондон, остались дети. В 1991—1996 годах секретарь иностранных дел Лондонского королевского общества, первая женщина в его руководстве. Автор более 300 работ.

## Награды и отличия
- Научная медаль Лондонского зоологического общества (1967)
- Pioneer Award, International Fertility Society (1988, совместно с супругом)
- Ellison–Cliffe Lecture[англ.], Королевское медицинское общество (1989)
- Королевская медаль Лондонского королевского общества (1990)
- Премия Л’Ореаль — ЮНЕСКО «Для женщин в науке» (2001)
- Премия Японии (2002)
- March of Dimes Prize in Developmental Biology (2007)

Дама-Командор ордена Британской империи (1993).